# Meyenheim
Meyenheim (Meienheim in tedesco) è un comune francese di 2 005 abitanti situato nel dipartimento dell'Alto Reno nella regione del Grand Est.

## Società

### Evoluzione demografica
Abitanti censiti